# 赫斐秋

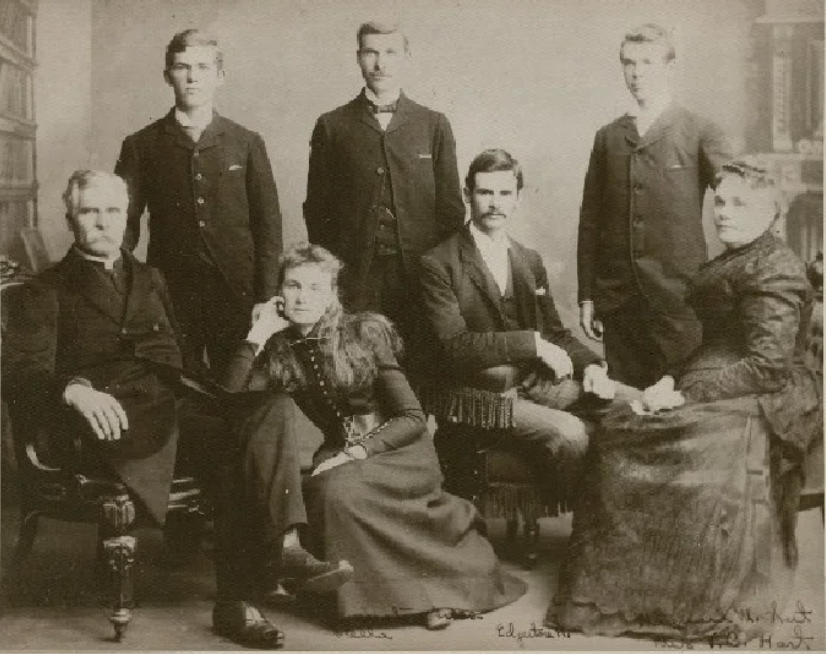
全家合影，左一就坐者為赫斐秋。

赫斐秋（英語：Virgil Chittenden Hart，1840年—1904年）是一位19世纪著名的在华传教士，为美国美以美会开辟了江西教区和华中教区，后期又作为加拿大英美会来华的第一位传教士，开辟了华西教区。

## 差會事工
1866年，赫斐秋受美以美会（Methodist Episcopal Mission，或）差遣来华，首先来到该会在远东的传教中心福州，当时该会在华传教的范围局限在福建省。1867年12月，赫斐秋前往江西九江，为美以美会开辟了江西教区，自任会督，创办的学校后来发展成著名的九江同文中学。这也是江西最早的基督教会。
在九江传教17年后，1884年，赫斐秋前往江苏镇江开创新的传教区（华中教区），建立的女校后来发展成著名的镇江崇实女中。此后又参与创建南京美以美会(1887年)。
1891年，加拿大英美会对华传教， 赫斐秋又成为该会在华的第一位传教士，1892年和加拿大传教士何忠义等一行9人前往四川成都，1894年建立了存在至今的四圣祠礼拜堂。经受住了1895年四川的反教风波。1897年在嘉定（乐山）创办英華書局，是今天成都印刷厂的前身。
1920年，加拿大英美会为纪念赫斐秋，在华西协合大学内捐建了赫斐院（又名合德堂），中部耸立六层塔楼，现为四川大学华西校区外文系办公楼与教学楼。

## 著作
- (1888)